# Pocharista conradti
Pocharista conradti är en insektsart som först beskrevs av Schmidt 1906.  Pocharista conradti ingår i släktet Pocharista och familjen Ricaniidae. Inga underarter finns listade i Catalogue of Life.